# 西森源兵衛 (1839年生の実業家)
西森 源兵衛（にしもり げんべえ、旧姓・岡島、幼名・浅次郎、1839年9月〈天保10年8月〉 - 1917年〈大正6年〉）は、日本の商人（皮革商）、実業家、政治家。西浜倉庫社長。大阪府西成郡西浜町長。大阪府会議員。大阪市会議員。

## 人物
淡路国（のち兵庫県津名郡志筑町、現淡路市）生まれ。幼時に西森家に入り養嗣子となる。養父没後家督を相続し襲名する。以来熱心に業務に従事する。
大阪府西成郡栄町戸長、西浜町会議員及び町長となり1897年に同町が大阪市に編入されると、以来区会、市会、府会に議員としてその席に列する。
日清戦争に際し、金100円を献じ木盃を賜る。遠州流生け花を嗜む。日本赤十字社終身社員、衆議院議員南区選挙有権者である。住所は大阪市浪速区西浜南通2丁目（現・浪速西）。

## 家族・親族
西森家
西森家は代々皮革商を営む。
- 養子・源兵衛[3][8]（1866年 - 1931年、前名・豊次郎、大阪平民、皮革商、皮革貿易商）[9]
  - 同長男・源兵衛（1894年 - ?、前名・豊一[8][9]、皮革貿易商[10]）
  - 同養子・英一（1896年 - ?、大阪、皮革商荒木栄蔵の長男）[9][11]